# Zonneminimum

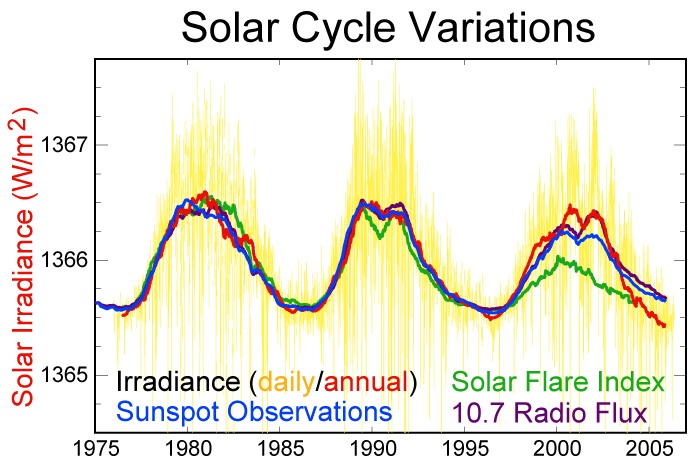
Drie recente zonnecycli

Een zonneminimum is de periode van geringe zonne-activiteit in de elfjarige zonnecyclus van de Zon. Gedurende deze periode is het aantal zonnevlekken laag en vermindert de zonnevlamactiviteit. Vaak is deze zelfs dagenlang afwezig.  
Het exacte moment van een zonneminimum wordt bepaald door een voortschrijdend gemiddelde over 12 maanden zonnevlekactiviteit te nemen. De precieze identificatie van een zonneminimum kan dus op zijn vroegst pas een half jaar na de gebeurtenis worden bepaald.
Zonneminima zijn in het algemeen niet gecorreleerd met veranderingen in het klimaat, maar recente studies hebben wel een correlatie aangetoond met regionale weerpatronen met name in Noordwest-Europa. De meeste elfstedentochten in Friesland zijn bijvoorbeeld gereden tijdens winters die vlak voor of na het zonneminimum vielen.
Het tegenovergestelde van een zonneminimum is een zonnemaximum.